# Drosophila seyanii
Drosophila seyanii este o specie de muște din genul Drosophila, familia Drosophilidae, descrisă de Chassagnard și Tsacas în anul 1997. Conform Catalogue of Life specia Drosophila seyanii nu are subspecii cunoscute.